# 클라크게이블의 위대한 승리
클라크게이블의 위대한 승리(Run Silent Run Deep)는 미국에서 제작된 로버트 와이즈 감독의 1958년 전쟁, 액션, 드라마 영화이다. 클라크 게이블 등이 주연으로 출연하였고 해롤드 헤츠 등이 제작에 참여하였다.

## 출연

### 주연
- 클라크 게이블
- 버트 랭카스터

### 조연
- 잭 워든
- 브래드 덱스터
- 돈 리클스
- 닉 그라뱃
- 조 마로스
- 메리 라로체
- 루디 본드
- H.M. 와이넌트

## 제작진
- 원작자: Edward L. Beach
- 제작팀장: William Schorr
- 미술: 에드워드 카레르